# Хартумский университет

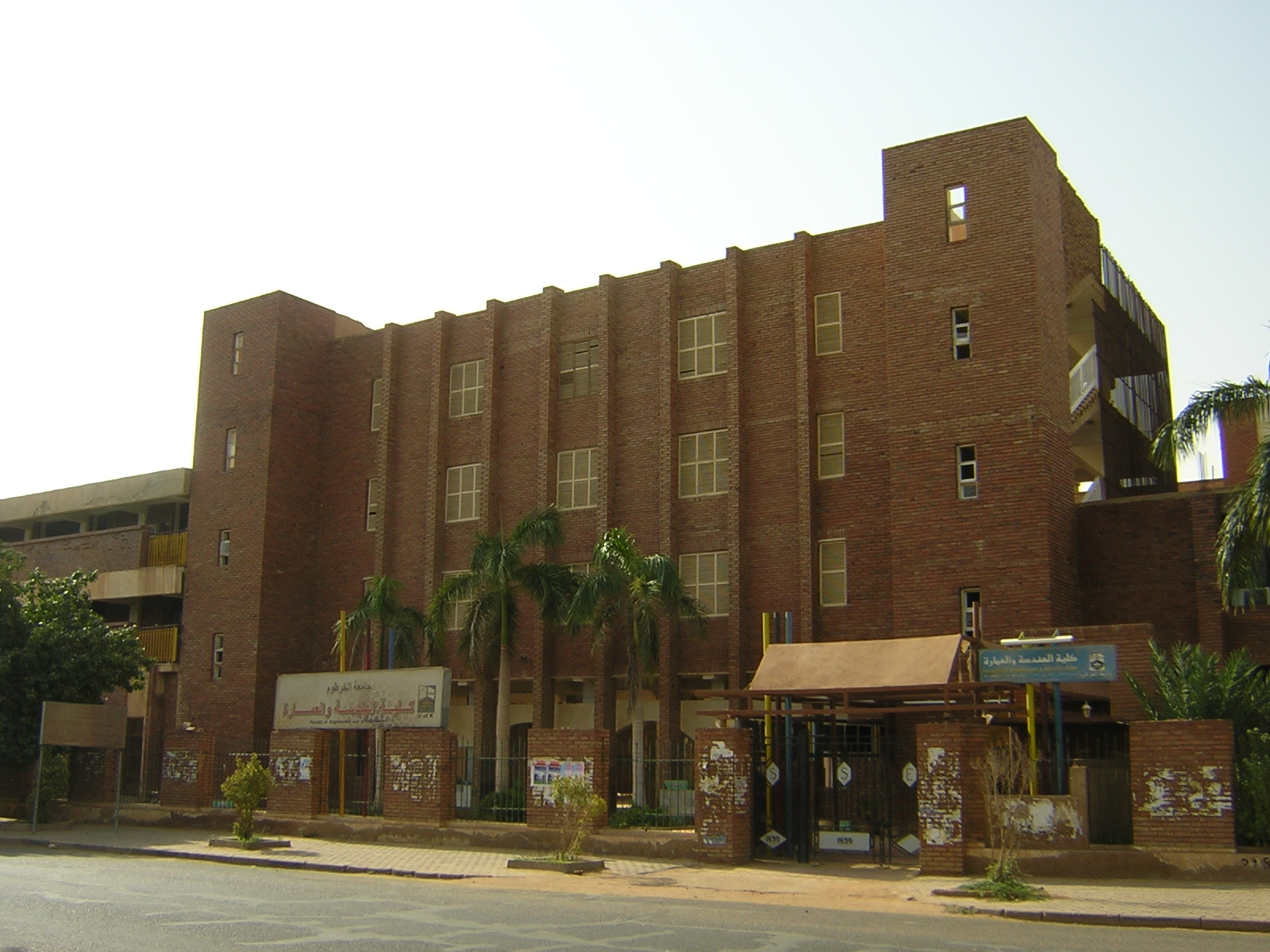
Здание архитектурного и инженерного факультетов Хартумского университета

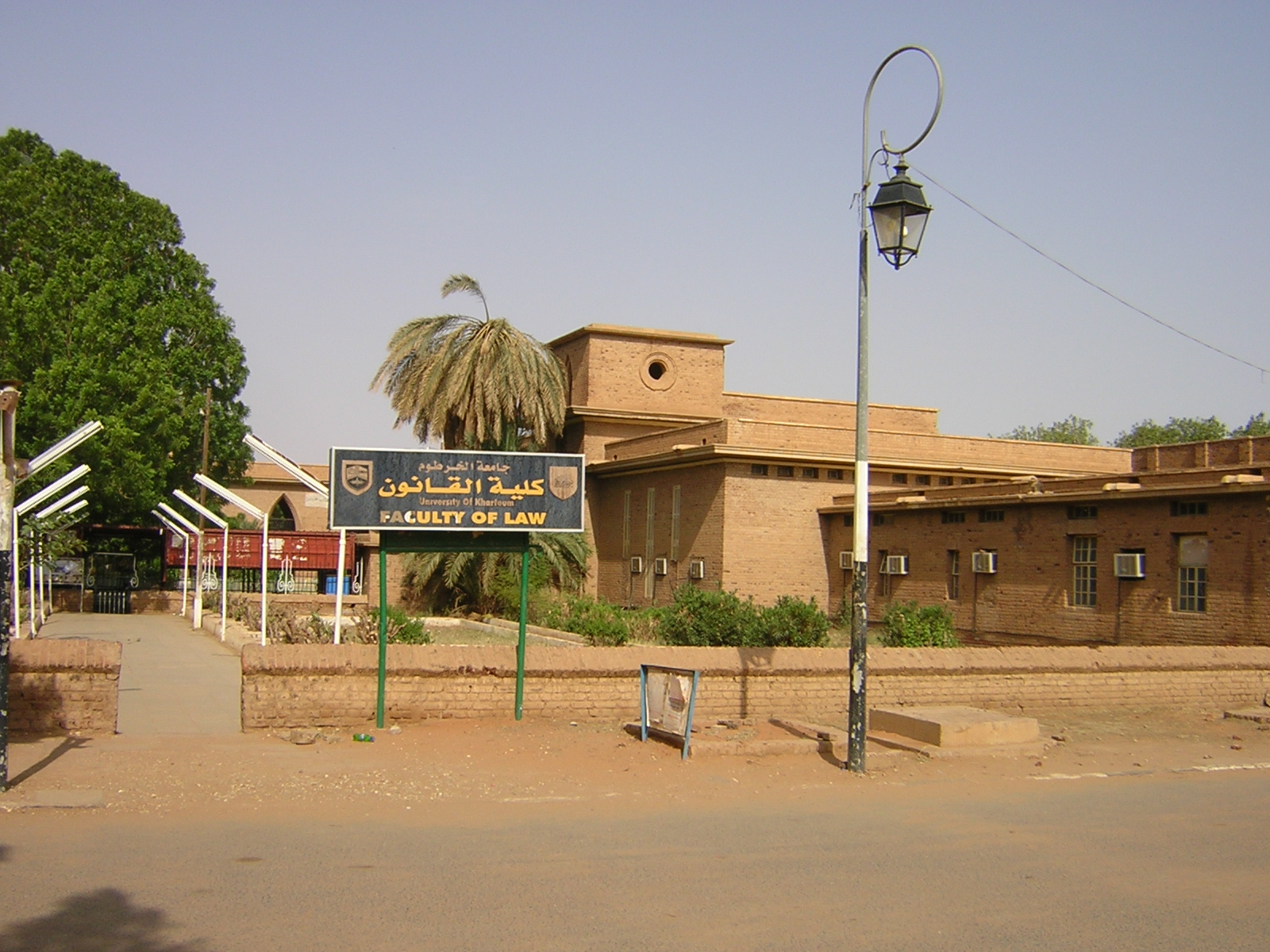
Здание юридического факультета Хартумского университета

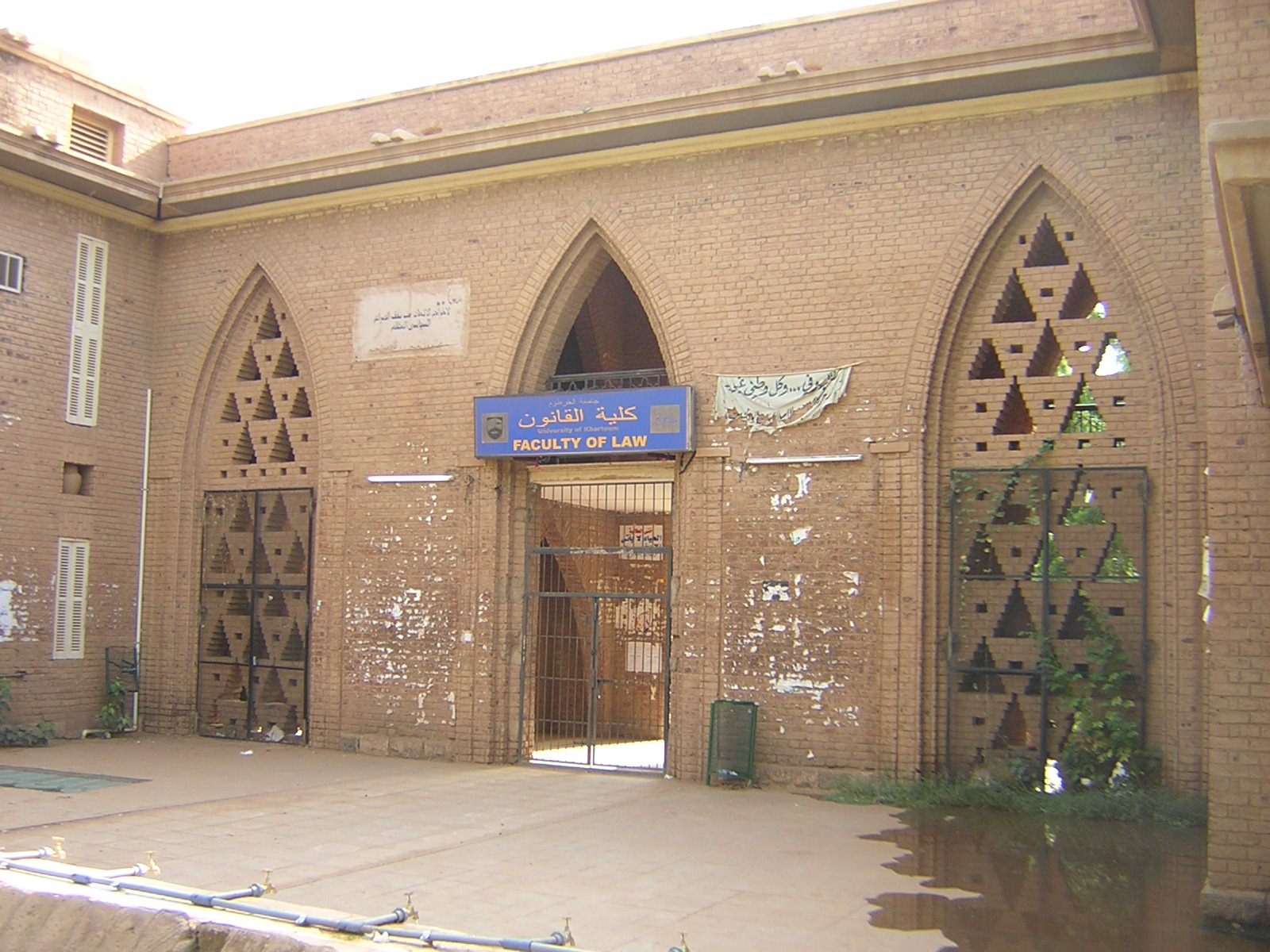
Внутренний дворик юридического факультета Хартумского университета

Хартумский университет — высшее государственное учебное заведение, расположенное в столице Судана — г. Хартуме. Самый большой и старейший университет в Судане.

## История
Один из первых университетов, открытых в Тропической Африке. Основан в 1902 г., как Гордонский мемориальный колледж и назван в честь Гордона Хартумского. В 1951 г. реорганизован в Университетский колледж Хартума, с 1956 г. носит нынешнее название.
Университет в 1956 г. после обретения независимости, испытывал острый недостаток в преподавательских кадрах; многие преподаватели-англичане покинули Судан, а своих специалистов в молодой республике было очень мало. Суданское правительство, понимая необходимость подготовки национальных кадров, предприняло соответствующие меры по их замене.
Ныне Хартумский университет включает в себя несколько институтов, научно-исследовательских центров, больниц, диализный центр, Институт эндемических болезней и университетское издательство, библиотеку, один из отделов которой, служит в качестве национальной библиотеки Судана.
На факультетах, в школах и в аспирантуре университета обучается около 16 800 студентов. Ежегодно, в среднем, в вуз поступает 3500 студентов, из которых 55 % составляют женщины. Имеется около 6000 аспирантов.

## Структура
Факультеты
- Искусствоведческий факультет
- Юридический факультет
- Факультет естественных наук
- Медицинский факультет
- Фармакологический факультет
- Факультет медицинских сестринских наук
- Факультет стоматологии
- Факультет медицинских и лабораторных наук
- Инженерный факультет
- Факультет архитектуры
- Факультет математических наук
- Факультет экономических и социальных исследований
- Школа менеджмента
- Педагогический факультет
- Факультет сельского хозяйства
- Факультет лесного хозяйства
- Факультет животноводства
- Факультет ветеринарной медицины

Сельскохозяйственный и ветеринарный факультеты, с их лабораториями, подсобными учреждениями и опытными полями, находятся в 6 км от столицы, в местечке Шамбет. На факультете естественных наук преподаются математика, физика, химия, ботаника и зоология. Имеются два отделения — ботаники и зоологии, где готовят преподавателей для школ. Студенты, желающие получить звание бакалавра наук, должны, кроме общего курса ботаники, прослушать дополнительный курс химии.
Исследовательские центры
Университет Хартума играет ведущую роль в научных исследованиях и разработках в ряде специализированных исследовательских центров и институтов:
- Институт эндемических заболеваний
- Институт арабского языка профессора Абдаллы Эльтайеба
- Институт африканских и азиатских исследований
- Институт строительных и дорожных исследований (BRRI)
- Институт исследований в области развития
- Исследовательский центр мицетомы
- Институт экологических исследований

Университет имеет 5 кампусов.